# Pachnoda upangwana
Pachnoda upangwana är en skalbaggsart som beskrevs av Moser 1918. Pachnoda upangwana ingår i släktet Pachnoda och familjen Cetoniidae. Inga underarter finns listade i Catalogue of Life.